# 새터데이 픽션
새터데이 픽션(兰心大剧院, Saturday Fiction)은 중국에서 제작된 로예 감독의 2019년 드라마 영화이다. 공리 등이 주연으로 출연하였다.

## 출연

### 주연
- 공리
- 조우정
- 오다기리 죠
- 파스칼 그레고리
- 톰 우라쉬하